# 谷松香苗
香苗（かなえ、1990年7月4日 - ）は、日本の女優。
名前の由来は苗が香る時期に生まれたとのことで、香苗と名付けられた。
愛媛県出身。愛称は「かなえ」、「たにまさん」、「たにまっちゃん」。

## 出演

### 舞台
2013年
- 現代演劇レトロスペクティヴ　焚火の事務所　『幼児たちの後の祭り』（11月21日 - 11月24日、アイホール）[2]

2015年
- 扉座サテライト公演 『LoveLoveLove18 見逃すな、俺たちの今を！』（2月5日 - 2月11日、すみだパークスタジオ「倉」） - 歌ソロパートあり[3]
- コルバタ主催　『メロスを走らせろ』（5月28日 - 5月31日、戸野廣浩司記念劇場）[4]
- ルナティック演劇祭　決勝作品　『ヤバイ！は気から』（6月24日・6月27日、下北沢小劇場B1）
- ネルケプランニング制作　『すべての犬は天国へ行く』（10月12日、AiiA 2.5 Theater Tokyo） - アンサンブル[5]

2016年
- ROCK　MUSICAL　PROJECT　『ONE　LOVE』（1月29日 - 1月31日、新宿FACE）
- 野生児童　『ガムシャリズム』（4月13日 - 4月17日、王子小劇場）[6]
- 舞台　『マジすか学園』（7月25日 - 8月5日、赤坂ACTシアター） - アンサンブル
- 黒虹サンゴ　第2回本公演　『いのちの、のばしかた』（9月17日 - 9月19日、アトリエだるま座）
- メディアンプロ初主催舞台　『さよならRADIO』（11月10日 - 11月14日、SPACE梟門）

2017年
- チーム進火RON　第7回公演　『ディスられ彼女』（3月1日 - 3月5日、高田馬場ラビネスト）
- L&L企画クワトロリブレット　『竜の落とし子』（5月18日 - 5月21日、下北沢Geki地下リバティ）
- ワニズホール提携公演vol.2　『私の娘はピンサロ嬢-黒-』（7月7日 - 7月9日、新中野ワニズホール）
- サマースクール2017　1ヵ月集中WSクラス　選抜対象者公演　『リア充は今宵、花火の下で偽りの舌を絡める』（7月22日 - 7月23日、スタジオ空洞）
- 乃木坂46　3期生公演　『見殺し姫』（10月6日 - 10月15日、AiiA 2.5 Theater TOKYO） - アンサンブル[7]
- シネマクトステージ×友池一彦（チーム進火RON）プロデュース公演　『憂鬱なロケット』（11月22日 - 11月26日、シアター711）

2018年
- 萬腹企画4杯目　『恋愛疾患特殊医療機 a-Xブラスター』（1月11日 - 1月14日、シアターグリーンBox in Box THEATER）[8]
- ワニズホール提携公演Vol.3　『ひび割れた、日々　-女ver-』（2月16日 - 2月18日、新中野ワニズホール） - 主演
- メディアンプロ第5回本公演 『博物館では、夜毎、罪人たちが夢を見る。』（5月30日 - 6月3日、テアトルBONBON）[9]
- 萬腹企画5杯目　『マギアギア』（7月4日 - 7月8日、新宿シアターモリエール）[10]
- ラズカルズ　『ギャングスターと巨大毒なしサソリ』（9月5日 - 9月9日、サンモールスタジオ）
- 萬腹企画6杯目　『SYNAPSE～シナプス～』 あなたの閃きーキオクー　いただきます　(11月21日 - 11月25日 、上野ストアハウス)

2019年
- TOMOIKEプロデュース公演　『窮屈なユメ』　(1月16日 - 1月20日、下北沢・駅前劇場)
- TOMOIKEプロデュース『注意書きの多い料理店』（4月17日 - 4月21日、築地ブティストホール）
- 加古臨王プロデュース『ブレーメンの音楽隊』（5月24日 - 5月28日、中野　ウエストエンドスタジオ）
- TOMOIKEプロデュース『リアル、ちょっとムズい』（8月7日 - 8月12日、下北沢・小劇場B1）
- エキセントリックコミックショー『永野と高城。Vol3』(10月24日 - 10月26日、ニューピアホール)

2021年
- TOMOIKEプロデュース『詐欺パパ』（7月15日 - 7月19日、駅前劇場）

2022年
- TOMOIKEプロデュース『ヤミイチ』（2月23日 - 2月27日、シアター711）
- 株式会社フォーエスエンタテインメント主催『あの壁の絵～キタナイ涙2022～』(6月17日 - 19日、小劇場B1)
- TOMOIKEプロデュース『追憶ベイベー！』（7月27日 - 31日、駅前劇場）

2023年
- TOMOIKEプロデュース『みんな幸せ』（1月25日 - 1月29日、小劇場B1）

2024年
- シアターブラッツ『天満月、櫻吹雪いて朧月夜』(2024年3月27日(水)〜31日(日)奇火チーム　桐役
- 浅草九劇　東京おとめ太鼓　わく和九・弐～太鼓公演～『枠に捉われない私たち〜星乃まおり生誕祭〜』(2024年4月19日(金)　第二部　鼓芝居出演（おとめ太鼓マネージャー役）
- 下北沢駅前劇場(5月22日(水)～5月26日(日)　友池創作プロジェクト 「#さかさまのテミス」 （脚本・演出　友池一彦）出演
- 下北沢・「劇」小劇場(10月23日(水)～10月27日(日)　友池創作プロジェクト第5回公演「憂鬱なロケット」（作・演出／友池一彦）出演
- 下北沢・コムカフェ音倉(11月8日(金)・15日(金)・22日(金)・29日(金)　友池創作プレゼンツ in 音倉「サプライズは予定通りに！？」(作・演出　友池一彦)出演

2025年
- 劇場　サンモールスタジオ（新宿）（1月21日(火)〜1月26(日) 四宮由佳プロデュース 「どらきゅらぁズ」 (脚本・演出　妹尾匡夫)出演
- 下北沢駅前劇場(5月14日(水)～5月18日(日)　友池創作プロジェクト｢みんな幸せ25｣ （脚本・演出　友池一彦）出演　玉田真優役
- 下北沢・OFF OFFシアター(7月29日(火)・30(水)　友池創作プロジェクト｢犬の刺客ｰ2025ｰ｣出演予定

### その他
2015年
- トーキョーハイライトマイルド旗揚げコント公演　『フレッシュとおっさん』（12月10日 - 12日、下北沢駅前劇場）

2017年
- みさわ国王プロデュース　『みさわの日　終々々々々々夜祭』（4月12日、杉並公会堂）

2018年
- マギアギア撮影会（8月19日）

2022年
- ラジオ　狛江FMにて「デストピアクラブ」(9月16日より隔週金曜日25:00）現在休止中

2024年
- 配信朗読劇　『晴天に雨』（3月16日)  13:30〜 （狐の妖怪・テンコ役）  19:00〜 主人公のライバルチーム （熊川道場の娘・茜役）

- 配信朗読劇　『茜さす刻の彼方』（9月14日)  13:30〜 （神様と妖怪・妖怪の３役）
- えなえのチャンネル（YouTubeにて）「おなじ話/ハンバートハンバート cover」動画公開
- 発表会ライブ　渋谷ラママ　珍獣たちの音楽祭ＶＯＬ．2 出演　（第二部にて ベーコンエピ / TOMOOを歌唱）
- えなえのチャンネル（YouTubeにて）「いーあるふぁんくらぶ/みきとP cover」 コラボ企画第2弾動画公開

2025年
- ショートドラマアプリReelShort限定ドラマ「禁断の誘い〜彼のものに〜」 主人公・栗山ルカの親友・白木芽依役